# Региональные языки Украины
Региональные языки Украины — языки, которые традиционно используются в пределах определённой территории Украины её гражданами, составляющими группу, по своей численности меньшую, чем остальное население Украины, и/или отличаются от официального языка Украины.
Проблема региональных языков Украины обострилась после принятия в 1989 году закона «О языках в Украинской ССР», устанавливающего единственным государственным языком украинский, несмотря на то что большинство населения Украины на тот момент было двуязычно и, более того, в республике имеются регионы компактного проживания иноязычных языковых меньшинств, исторически составляющих большинство населения в ряде районов и областей страны.

## Терминология
Региональные языки Украины — языки, которые традиционно используется в пределах определённой территории Украины её гражданами, составляющими группу, по своей численности меньшую, чем остальное население Украины, и/или отличаются от официального языка (языков) Украины.
Региональными языками Украины являются только языки исторических автохтонных меньшинств страны. Ими не могут являться иностранные языки (например, испанский), носители которых не связаны с территорией Украины давними историческими связями, несмотря на то, что количество владеющих ими может превышать количество владеющих миноритарным региональным языком (например, караимским).
В законе «О ратификации Европейской хартии региональных языков или языков меньшинств» определён перечень из 13 региональных языков: белорусский, болгарский, венгерский, гагаузский, еврейский, крымскотатарский, молдавский, немецкий, новогреческий, польский, румынский, русский и словацкий.
В законе Украины «Об основах государственной языковой политики» представлен перечень из 18 региональных языков: армянский, белорусский, болгарский, венгерский, гагаузский, еврейский, караимский, крымскотатарский, крымчакский, молдавский, немецкий, новогреческий, польский, румынский, русинский, русский, словацкий и ромский (цыганский). При этом местные советы всех уровней наделены правом вводить и другие региональные языки. Это станет возможно в том случае, если количество людей, разговаривающих на каком-то языке, как на родном, на соответствующей территории, составляет не менее 10 % всего населения. Численность носителей той или иной языковой группы будет определяться на основании данных Всеукраинской переписи населения, которая проводится каждые 10 лет.
На наиболее широкий территориальный охват претендует русский язык. В рамках данного закона он имеет право считаться региональным в 13 из 27 регионов страны, включая оба города республиканского подчинения — Киев и Севастополь.

## Законодательство
В 2003 году Украина ратифицировала Европейскую хартию региональных языков или языков меньшинств 1992 г. издания и приняла закон Украины «О ратификации Европейской хартии региональных языков или языков меньшинств», который вступил в силу 1 января 2006 года. 6 апреля 2011 Кабмин Украины утвердил процедуру выделения средств на поддержку региональных языков Украины.
По состоянию на 2011 год, 33 % населения Украины являлись носителями регионального языка. Тем не менее, только 14,1 % детей Украины воспитывались в дошкольных учреждениях на родном региональном языке. Более того, школы с преподаванием на региональных языках или языках меньшинств на Украине закрывались в 1,5 раз чаще, чем украиноязычные и в 6 раз чаще, чем русскоязычные, несмотря на то, что среднестатистические классы в них были переполнены (например на крымскотатарском — в 1,2 раза по сравнению со средним украиноязычным классом и в 3 разa по сравнению со средним русскоязычным классом). 

### Проект закона Украины «О языках Украины» № 1015-3
Проект закона «О языках Украины»№ 1015-3 — стал первым законопроектом, зарегистрированным в Верховной Раде Украины 7 сентября 2010 года депутатами О. Ефремовым, С. Гриневецким и П. Симоненко. Законопроект фактически предоставлял русскому языку статус второго государственного, хотя и не до конца уравнивал его с украинским. Кроме того, статус региональных получали и другие миноритарные языки. Появление документа вызвало резонанс среди украиноязычного населения страны западных областей страны, в результате чего была развёрнута кампания «Займитесь делом, а не языком!», активисты которой утверждали что лишь 7,5 % населения страны считают решение языкового вопроса делом первостепенной важности. В итоге, данный проект был снят с рассмотрения 1 февраля 2011 года, но вслед за этим появился другой законопроект Партии регионов, одобренный 8 августа 2012 года.

### Закон Украины «Об основах государственной языковой политики»
Законопроект «Об основах государственной языковой политики Украины», вводящий в украинское законодательное поле понятие регионального языка, был принят Верховной Радой и 8 августа 2012 года подписан Президентом страны. Каждый этап принятия сопровождался акциями противников и сторонников законопроекта. Законом декларируется, что при условии, если количество лиц — носителей регионального языка, которые проживают на территории распространения этого языка, составляет 10 и более процентов численности её населения, для этого регионального языка на данной территории вводится целый ряд преференций: он используется на этой территории в работе местных органов государственной власти, органов Автономной Республики Крым и органов местного самоуправления, применяется и изучается в государственных и коммунальных учебных заведениях, а также используется в других сферах общественной жизни. Кроме того, данный закон декларирует свободное использование, наряду с государственным языком, региональных языков в таких сферах, как экономическая и социальная деятельность предприятий, учреждений, организаций, частных предпринимателей, объединений граждан; образование, наука, культура, информатика, СМИ и связь, реклама.

#### Специфика употребления русского языка и других региональных языков
Не все 13 региональных языков страны абсолютно равны между собой во всех правовых отношениях. Так, русский язык, как наиболее распространённый региональный язык Украины, оговаривается особо в ряде положений данного закона. Слова «русский» или «русскоязычный» упоминаются в законе 9 раз, в то время как румынский — только один раз. К примеру, русский язык официально признаётся одним из трёх обязательных языков информатики и компьютерного обеспечения в госаппарате, наряду с украинским и английским. Венгерский или румынский могут употребляться в государственном программном обеспечении лишь факультативно на территории распространения этих языков как региональных. Кроме того, 8-е положение 11-й статьи фактически ещё раз закрепляет за русским статус языка межнационального общения даже в тех регионах, где он не является региональным в силу относительной малочисленности его носителей как родного.
Тексты официальных объявлений, сообщений выполняются на государственном языке. В пределах территории, на которой согласно условиям части третьей статьи 8 этого Закона распространён региональный язык (языки), по решению местного совета такие тексты могут распространяться в переводе на этот региональный или русский язык (языки).

## Географическая регионализация языков
После вступления в силу закона о региональных языках, этноязыковая карта Украины получила юридическое подкрепление, отчасти напоминающее ситуацию, которая сложилась в Бельгии и Швейцарии. Несмотря на обретение регионального статуса русским, румынским, венгерским и крымскотатарским языками на уровне областей и городов республиканского подчинения, украинский язык сохраняет статус единственного государственного на всей территории Украины. Тем не менее, порядка 60 % территории Украины теперь занимают регионы, получившие право пользоваться одним или несколькими региональными языками.